# 董文华
董文华（1962年6月29日—），出生于辽宁省沈阳市，中国人民解放军总政歌舞团歌手、文职干部、一级演员。第九届全国政协委员，中华全国青年联合会常委，中国音乐家协会会员，中国轻音乐家协会常务理事，中华海外联谊会理事，华东师范大学音乐系兼职教授。

## 简历
- 1985年全国聂耳、冼星海声乐作品演唱比赛中获得银质奖；
- 1987年“全国观众最喜爱的歌唱演员”评选中一举夺魁，荣获华声杯；
- 1988年在1988年中国中央电视台春节联欢晚会上演唱郭峰作词作曲的《道路》[1]，在全国评选“十年金曲”、“八八新星”的活动中，以最高选票荣获金星榜首；
- 1989年荣获“五洲杯”四十年广播金曲奖，同年荣获建国四十周年首届金唱片奖；
- 1989年在菲律宾马尼拉举办了“千岛明月夜董文华演唱会”，轰动马尼拉，观众反映强烈。
- 1993年全国首届MTV音乐电视大赛中以一曲《长城长》荣获金奖和唯一的演唱金奖；
- 1994年全国第二届MTV音乐电视大赛中以一曲《春天的故事》又获金奖；
- 1995年全国第三届MTV音乐电视大赛中以一曲《千古孔子》再获金奖；
- 1996年全国第四届MTV音乐电视大赛中以一曲《归航》再次荣获金奖从而摘取了唯一的MTV金奖“四连冠”的桂冠。
- 1997年春节聯歡晚会上她演唱的《春天的故事》荣获“春兰杯”群众最喜爱的歌曲一等奖。
- 1997年荣获“五个一工程”奖。
- 1997年总政治部授予她“热心为兵服务的文艺战士”称号。
- 2004年，推出新专辑《港湾》，反响平淡。

## 歌曲专辑
| 《献给中国电影百年》 - 大海啊，故乡 - 妈妈留给我一首歌 - 牵手 - 映山红 - 婚誓 - 绒花 - 冰山上的雪莲 - 让我们荡起双桨 - 牧羊曲 - 月圆花好 - 渔家姑娘在海边 - 雁南飞 | 《千古情》 - 孔子之歌 - 相聚别离两依依 - 雁南飞 - 千古情 - 望星空 - 道路 - 不朽的黄河 - 十五的月亮 - 春天的故事 - 真情永远 - 走进春天 | 《长江长》 - 长江长 - 春歌 - 今晚好明月 - 水啊水 - 苦乐一起说 - 海南的故事 - 远航 - 凝聚 - 巡警，我的兄弟 - 江山如此多娇 - 送你一份吉利 - 妈妈你可知道 - 大地的呼唤 - 祖国吉祥 | 《春天的故事》 - 不朽的黄河 - 春天的故事 - 道路 - 孔子之歌 - 千古情 - 十五的月亮 - 望星空 - 相聚别离两依依 - 雁南飞 - 真情永远 | 《港湾》 - 港湾 - 心静如水 - 四季如歌 - 月亮在天上 - 幸福在身后 - 漫步人生路 - 细语 - 一年又一年 - scarborough fair - 萤火虫 - 今晚的月光 | 《望星空》 - 采红菱 - 长城长 - 春天的故事 - 今天是你的生日我的祖国 - 十五的月亮 - 望星空 - 血染的风采 - 月亮走我也走 - 走西口 - 今天是你的生日 |